# Pollicipes
Genre
Pollicipes est un genre d'arthropodes marins du sous-embranchement des crustacés, de l'infra-classe des cirripèdes, de l'ordre des pédonculés, de la famille des Pollicipedidae. Ils sont communément appelés « pouce-pieds ».

## Liste des espèces
Selon World Register of Marine Species (23 février 2016) :
- Pollicipes caboverdensis Fernandes, Cruz & Van Syoc, 2010 -- Atlantique sud-est
- Pollicipes elegans (Lesson, 1831) -- Pacifique sud-est
- Pollicipes pollicipes (Gmelin, 1790) - Pouce-pied (Atlantique nord-est)
- Pollicipes polymerus Sowerby, 1833 -- Pacifique nord-est

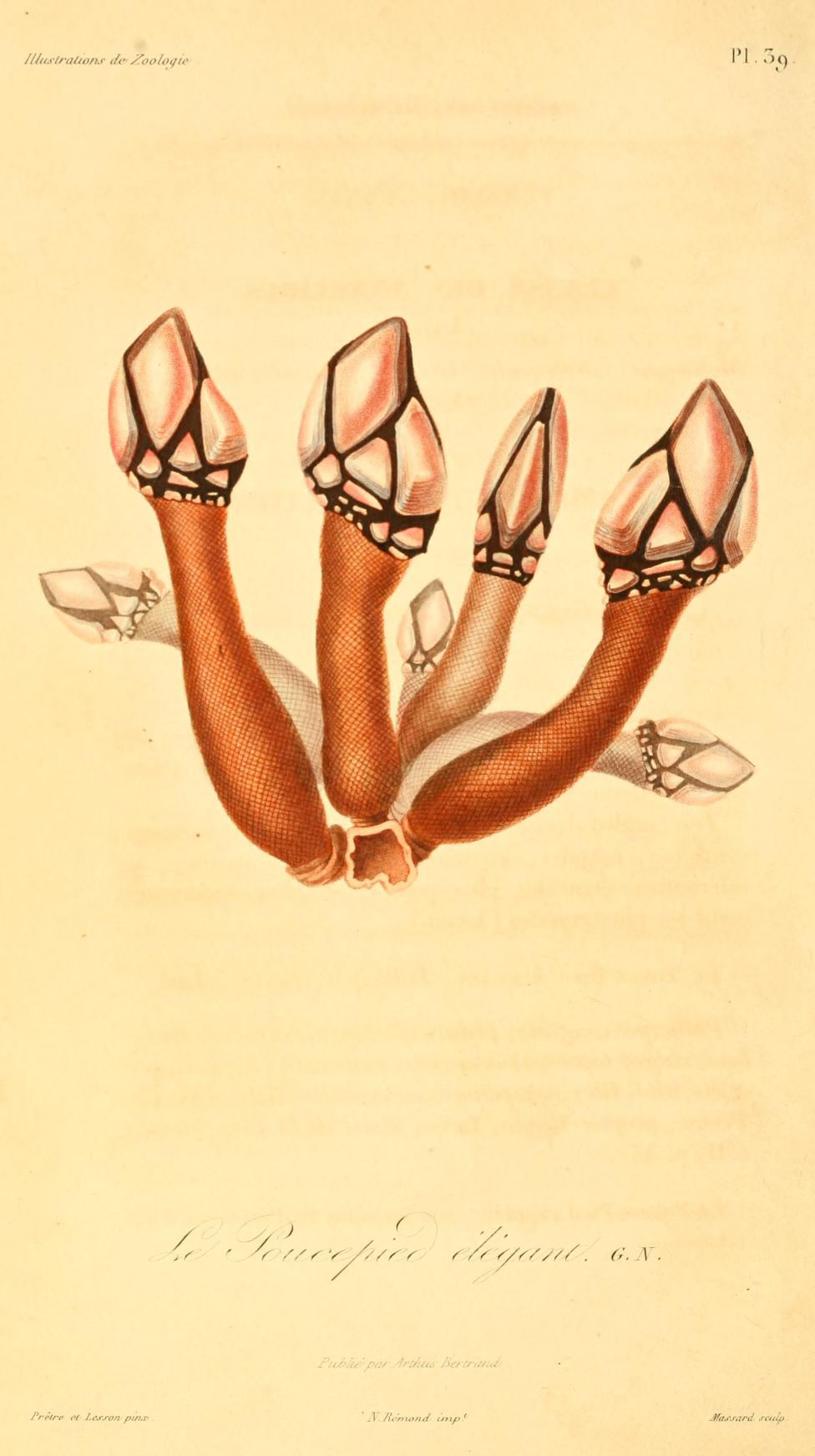
Pollicipes elegans
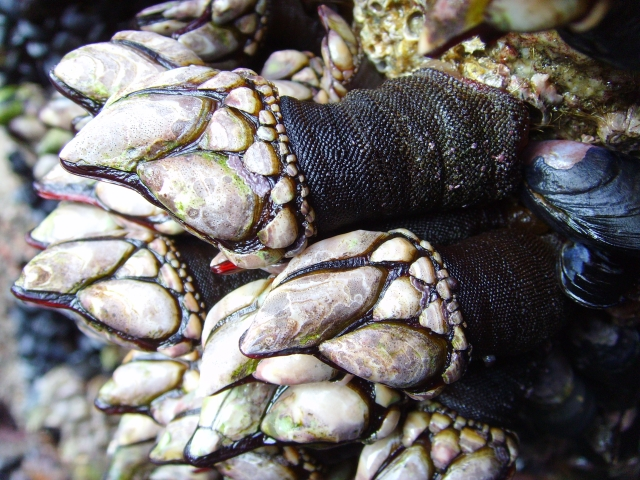
Pollicipes pollicipes
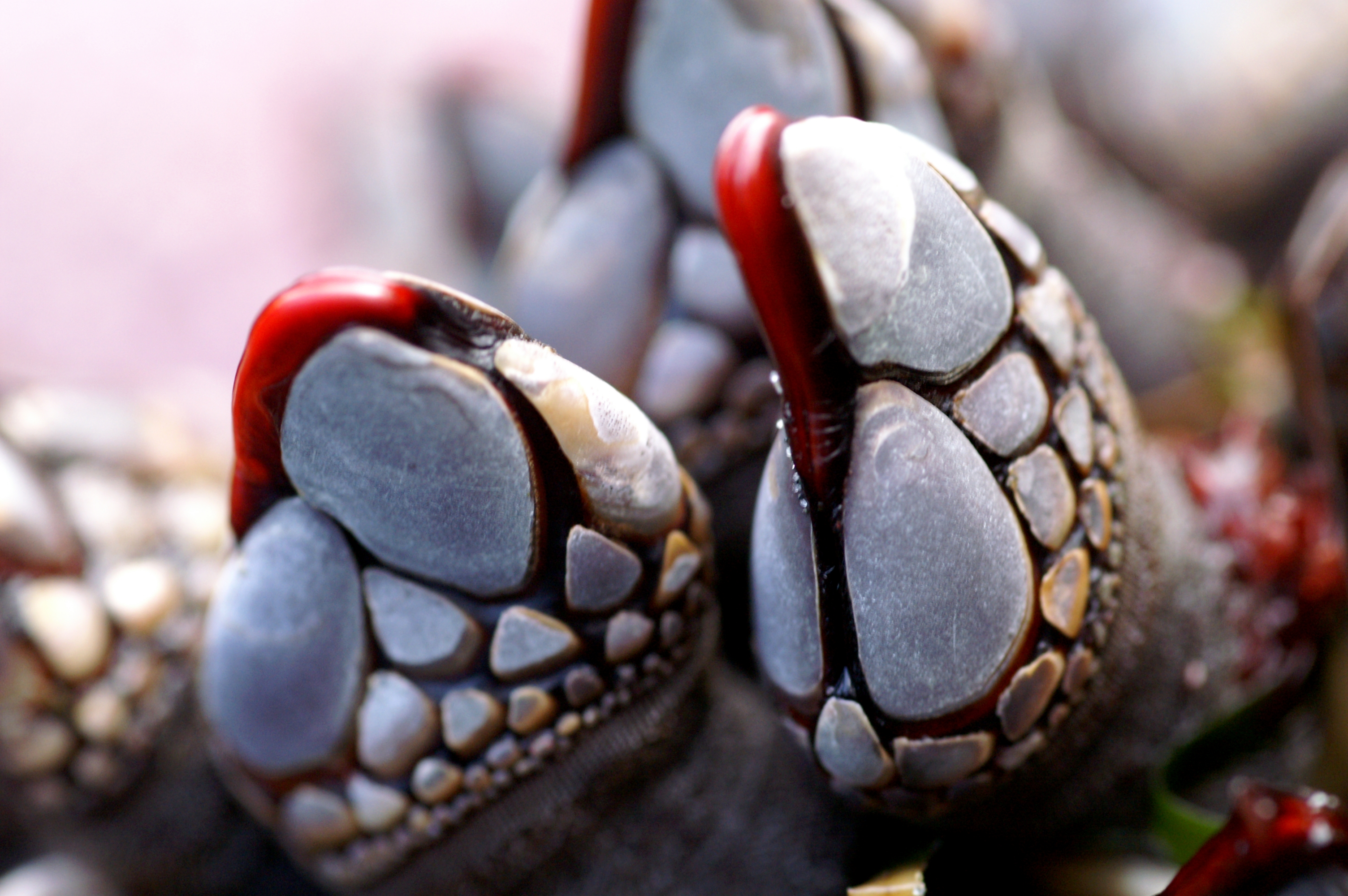
Pollicipes polymerus